# Trezorový film
Trezorový film  je film, který byl ve znárodněné státní kinematografii socialistických zemí zakázán a nemohl tak být promítán veřejnosti. V českém kontextu se jedná o film, který byl zakázán v době komunistického režimu v letech 1969–1989 během normalizace v Československu.

## Příklady trezorových filmů

### Československo
- Každý den odvahu, 1964
- O slavnosti a hostech, 1966
- Sedmikrásky, 1966
- Pasťák, 1968
- Spalovač mrtvol,1968
- Žert, 1968
- Farářův konec, 1969
- Skřivánci na niti, 1969[2]
- Všichni dobří rodáci, 1969[3]
- Ucho, 1969[4]

### Sovětský svaz
- Téma, 1979[5]